# Jancsó Jakab
Kézdi-vásárhelyi Jancsó Jakab (? – Sárd, 1739.) református lelkész.

## Élete
Nagyenyeden tanult, ahonnan külföldre ment tanulni, 1730-tól az utrechti, franekeri és oderafrankfurti egyetem hallgatója volt. Visszatérve Erdélybe a Barcsayak udvari papja, később 1733 után sárdi pap volt. Két munkája jelent meg nyomtatásban.

## Munkái
- Dissertatio theologico typica de Bello Jehovae. Exod. XIV. 14. & XV. 3., 4., 21. contra Aegyptios triumphante. ... Sub praesidio Pauli Gyöngyösi ... examini submittit. Francofurti ad Viadrum, 1731.
- Halotti prédikáczió Barcsai Judit felett 1733 ... (1734.)